# Pam Muñoz Ryan
Pam Muñoz Ryan (Bakersfield, 25 de diciembre de 1951) es una escritora estadounidense especializada en un público infantil y juvenil.

## Biografía
Muñoz Ryan nació en Bakersfield, California. De origen mexicano por parte de padre, además tiene influencias culturales vascas, italianas y de Oklahoma.
Nacida como Pamela Jeanne Banducci en Bakersfield, California, el 25 de diciembre de 1951, su apellido fue cambiado antes de asistir a la escuela para que coincidiera con el nombre de sus padres, Hope Bell y el hombre que ella consideraba su verdadero padre, Donald Bell. Como Pamela Bell, asistió a la escuela primaria McKinley y a la escuela primaria Longfellow. De niña, no encajaba con los demás niños. En lugar de salir con sus amigos, Muñoz Ryan iba en bicicleta a la biblioteca. También tomó brevemente clases de música, tanto de piano como de violín, pero después de que su violín se rompiera, dejó de tomar clases. Muñoz Ryan asistió al Washington Jr. High, al Bakersfield High School y al Bakersfield Community College. Después asistió a la Universidad Estatal de San Diego, donde se licenció. Se casó con James Ryan en 1975. Profesora de educación infantil, trabajó para el distrito escolar de Escondido, California, durante tres años antes de formar su propia familia. Después de que nacieran sus cuatro hijos, se convirtió en la directora de un programa de educación infantil y volvió a estudiar para obtener su máster en Educación Post-Secundaria con la intención de enseñar Literatura Infantil en la universidad. Cuando terminó su programa de posgrado, se interesó por la escritura y, animada por su agente, Kendra Marcus, incluyó su apellido, Muñoz, a su firma, para reflejar su herencia mexicana.
Muñoz Ryan ha escrito más de cuarenta libros para jóvenes, entre los que se incluyen libros ilustrados, libros de lectura temprana y novelas para adultos jóvenes y de grado medio. Ha sido la autora galardonada con el Premio a los Derechos Humanos y Civiles de la NEA, el Premio Literario Virginia Hamilton a la literatura multicultural y el Premio Ludington al conjunto de su obra. También fue la candidata estadounidense de 2018 al Premio Internacional Hans Christian Andersen. Su novela Esperanza Rising fue encargada como obra de teatro por el Minneapolis Children's Theatre y se ha representado en salas de todo Estados Unidos, como el Goodman Theatre de Chicago y el Cutler Majestic Theatre de Boston.

## Biography
- Riding Freedom (1998)
- Esperanza Rising (2000)
- Becoming Naomi León (2004)
- Paint the Wind (2007)
- The Dreamer, ilustrato por Peter Sís (2010)
- Echo (2015)
- Mananland (2020)

## Premios
- 2016 Newbery Honor Books[8]
- 2016 Américas Award[9]
- 2016 Audie Award[10]
- 2015 Kirkus Prize[11]
- 2015 New York Historical Society Book Prize[12]
- 2015 NAPPA Gold Award[13]
- 2011 Pen USA Award[14]
- 2011 Pura Belpré Medal[15]
- 2011 Américas Award[16]
- 2011 Nautilus Book Award[17]
- 2010 Boston Globe-Horn Book Honor[18]
- 2010 NAPPA Gold Award[19]
- Carla Cohen Free Speech Award[20]
- Deutscher Jugendliteraturapreis-Germany-Der Traumer[21]

Becoming Naomi León
- 2006 Pura Belpré Honor Medal[15]
- 2005 ALA Schneider Family Book Award[22]
- 2005 Tomás Rivera Mexican American Book Award[23]
- Américas Award Commended[24]

When Marian Sang, illustrated by Brian Selznick
- 2004 Norman Sugarman Award for Distinguished Biography[25]
- 2003 Orbis Pictus Award for Outstanding Nonfiction for Children
- 2003 Flora Stieglitz Straus Award-Bank Street College[26]

Riding Freedom, illustrated by Brian Selznick
- 2000 Arizona Grand Canyon Reader Award[27]
- 2000 Arkansas Simon Young Reader Honor[28]
- 1998 Parenting Magazine’s Reading Magic Award[29]

Esperanza Rising
- 2001 Los Angeles Times Book Prize Finalist[30]
- 2001 Southern California Judy Lopez Award[31]
- 2001 Arizona Young Adult Book Award[32]